# Bermudas nos Jogos Olímpicos de Verão de 1936
Bermudas participou dos Jogos Olímpicos de Verão de 1936 em Berlim, na Alemanha.